# Josef Stöckler
Josef Stöckler (8. června 1866 Sankt Valentin – 9. prosince 1936 Sankt Valentin) byl rakouský křesťansko sociální politik, na počátku 20. století poslanec Říšské rady, v poválečném období poslanec rakouské Národní rady, předseda Spolkové rady a v letech 1918–1920 i ministr zemědělství Rakouska.

## Biografie
Pocházel z rolnické rodiny. Vychodil šestitřídní národní školu ve svém rodišti. Působil jako rolník. Roku 1882 musel převzít rodinné hospodářství. Od roku 1894 zasedal v obecní radě rodného Sankt Valentinu, později tu byl starostou. Angažoval se v Křesťansko sociální straně Rakouska. Byl předsedou dolnorakouského Rolnického svazu, na jehož založení se roku 1906 podílel a v jehož čele zasedal do roku 1927, a působil též od roku 1902 jako poslanec Dolnorakouského zemského sněmu. V letech 1906–1908 byl viceprezidentem zemské zemědělské rady a v letech 1908–1918 členem zemského výboru. Roku 1913 mu byl udělen Řád železné koruny.
Na počátku 20. století se zapojil i do celostátní politiky. Ve volbách do Říšské rady roku 1907, konaných poprvé podle všeobecného a rovného volebního práva, získal mandát v Říšské radě (celostátní zákonodárný sbor) za obvod Dolní Rakousy 47. Usedl do poslanecké frakce Křesťansko-sociální sjednocení. Mandát obhájil za týž obvod i ve volbách do Říšské rady roku 1911 a byl členem klubu Křesťansko-sociální klub německých poslanců. Ve vídeňském parlamentu setrval až do zániku monarchie. Profesně byl k roku 1911 uváděn jako člen zemského výboru a majitel hospodářství.
Po válce zasedal v letech 1918–1919 jako poslanec Provizorního národního shromáždění Německého Rakouska (Provisorische Nationalversammlung). Pak od 4. března 1919 do 9. listopadu 1920 v Ústavodárném národním shromáždění Rakouska. Od 10. listopadu 1920 do 18. května 1927 byl poslancem rakouské Národní rady a od 20. května 1927 do 2. května 1934 členem rakouské Spolkové rady (horní komora rakouského parlamentu), v níž od 1. prosince 1930 do 31. května 1931 zastával funkci jejího předsedy.
Na počátku existence rakouské republiky zastával i vládní post. Od 30. října 1918 do 7. července 1920 byl státním tajemníkem (ministrem) zemědělství Rakouska v první vládě Karla Rennera, druhé vládě Karla Rennera a třetí vládě Karla Rennera. Ve funkci musel řešit zajištění zásobování potravinami pro rakouskou populaci poté, co v důsledku rozpadu monarchie došlo ke ztrátě potravinářských produkčních oblastí Uherska. V roce 1919 organizoval rolnické demonstrace proti hrozbě levicové vlády po vzoru maďarské republiky rad. Téhož roku založil Říšský selský svaz a byl až do roku 1926 jeho předsedou. V letech 1912–1936 byl předsedou dolnorakouského svazu mlékáren.